# Tim Hoops
Tim Hoops (* 14. Juli 2005) ist ein deutscher Fußballspieler.

## Karriere
Hoops begann mit dem Fußballspielen in der Jugendabteilung der SpVgg Unterhaching und durchlief dort alle Jugendmannschaften. Nach insgesamt 20 Spielen in der B-Junioren-Bundesliga und 15 Spielen in der A-Junioren-Bundesliga, bei denen ihm insgesamt ein Tor gelang, kam er dort auch zu seinem Profidebüt in der 3. Liga, als er am 19. Dezember 2023, dem 20. Spieltag, bei der 1:2-Heimniederlage gegen den SSV Jahn Regensburg in der Startformation stand.